# 재키 테라슨
재키 테라슨(Jacky Terrasson, 프랑스어: Jacques-Laurent Terrasson 자크로랑 테라송[*], 1966년 11월 27일 ~ )은 프랑스와 미국의 국적을 가진 재즈 피아노 연주자 겸 작곡가이다.
독일 분단 당시 서독의 월경지였던 서베를린에서 프랑스인 아버지와 아프리카계 미국인 어머니 사이에 태어나 프랑스 파리에서 성장기를 보냈다. 고등학교를 졸업한 후 미국으로 이주하여 버클리 음악 대학에서 재즈 음악을 전공하고 시카고와 뉴욕의 클럽에서 연주를 시작하였다.

## 음반 목록
- 1992년 What's New
- 1994년 Jacky Terrasson
- 1994년 Freedom Jazz Dance (에디 해리스 쿼텟과 공동 작업)
- 1994년 Lover Man (2002년 발매)
- 1996년 Reach
- 1997년 Rendezvous (카산드라 윌슨과 공동 작업)
- 1998년 Alive
- 1999년 What It Is (또는 Where It's At )
- 2001년 A Paris...
- 2001년 Moon & Sand (톰 해럴과 공동 작업)
- 2001년 Kindred (스테폰 해리스와 공동 작업)
- 2002년 Smile
- 2003년 Into the Blue (엠마누엘 파후드와 공동 작업)
- 2005년 Close to You
- 2007년 Mirror
- 2010년 Push
- 2012년 Gouache